# Lago Winnipeg
O Lago Winnipeg ou Vinipegue [carece de fontes?] é um grande lago localizado próximo ao centro geográfico da América do Norte, no Canadá, província de Manitoba. Possui uma área de 24 400 km² de área.
Fica a cerca de 55 km a norte da cidade de Winnipeg. É o maior lago do sul do Canadá, e a bacia fluvial pertence à zona menos ocupada por actividades humanas, mantendo grande pureza de águas e um importante valor ecológico e turístico.

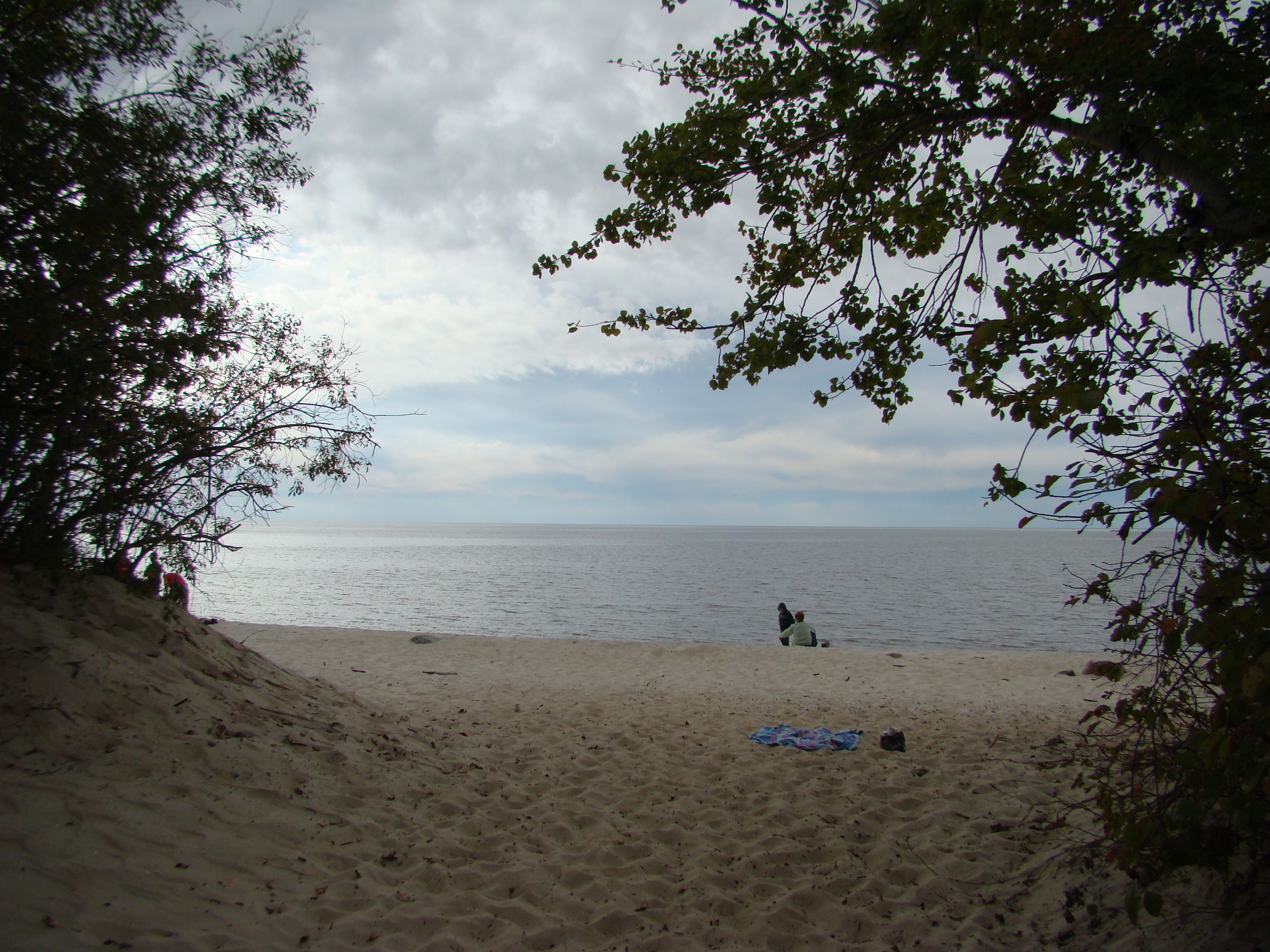
Praia Vitória No Lago Winnipeg.

É o quinto maior lago de água doce do Canadá, superando os lagos Ontário e Erie em área, embora não tenha tanta profundidade (máximo 18,6 m); é o décimo-primeiro maior lago de água doce do mundo. A sua zona leste é ocupada com bosques boreais e rios, e é candidata a ser no futuro Reserva da Biosfera. É um lago longo, de 416 km de distância norte-sul, com praias arenosas, grandes falésias, e em numerosas zonas há grutas e cavernas. Há várias ilhas no lago, a maioria sem presença humana e intocadas. O seu potencial ecoturístico é enorme, e tem grande valor ecológico.
A sua bacia hidrográfica é de 984 200 km², cobrindo grande parte de Alberta, Saskatchewan, Manitoba, noroeste do Ontário, Minnesota, e Dakota do Norte. Alguns dos seus rios tributários são:
- O rio Saskatchewan
- O rio Red do Norte (desaguando o rio Assiniboine),
- O rio Winnipeg (desaguando o lago dos Bosques, rio Rainy e o lago Rainy); e
- Lago Manitoba (desaguando o lago Winnipegosis),
- Rio Bloodvein (na zona este, desaguando o Escudo Canadiano)
- Rio Poplar
- Rio Manigatogan

O lago Winnipeg desagua para norte no rio Nelson com uma média de 2066 m³/s, e faz parte da bacia fluvial da baía de Hudson, uma das maiores do mundo. Esta bacia hidrográfica fez parte historicamente da zona conhecida como "Terra de Rupert" quando a Companhia da Baía de Hudson funcionava nos finais do século XVII.
Os lagos Winnipeg, Manitoba, e Winnipegosis estão na base do que era o pré-histórico lago Agassiz. A área entre os lagos Winnipeg, Winnipegosis e Manitoba é conhecida como a região Interlake, ou Interlagos, e a região inteira é conhecida como Terras Baixas de Manitoba.

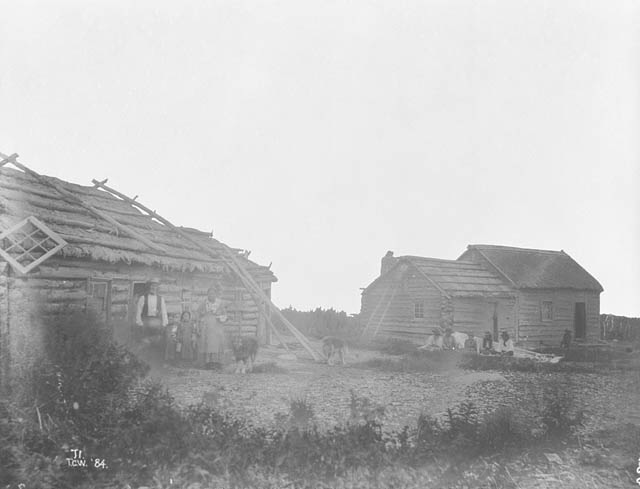
Posto da Companhia da Baía de Hudson no lago Winnipeg, em 1884.

Supõe-se que o primeiro europeu que viu o lago foi Henry Kelsey em 1690. Adoptou para o lago o seu nome em língua cree: wīnipēk (ᐐᓂᐯᐠ), que significa "águas barradas". Mais tarde, a colónia do rio Red tomou o nome do lago e passou a chamar-se Winnipeg, a capital de Manitoba.
Por causa da sua forma alongada e estreita, o lago apresenta una variedade de interessantes efeitos nos ventos e ondas, como ondas de até um metro na margem sul, processo chamado maré de ventos. Ocorre quando sopram ventos predominantes de norte, que exercem una "pressão" sobre a superfície do lago, e movendo-se as águas superficiais para sul. Conjuntamente formam-se tormentas que causam erosão nas margens do lago e inundações.
Subidas de mais de 1 metro acima do nível normal do lago foram registadas ao longo de muitas das praias recreativas do lago Winnipeg, e as correspondentes ondas com o seu efeito de elevação causaram danos consideráveis, inundações e erosão na costa. As subidas mais significativas dão-se no outono, quando os ventos de norte são mais fortes. Se o vento pára de repente, a água sai disparada para norte, agitando-se de um lado para o outro e causando um processo chamado seiching.
Há várias localidades nas margens do lago, como por exemplo Grand Beach e Riverton. Na parte sul do lago há boas praias, adaptadas para turismo.
O lago Winnipeg é uma importante zona de pesca, e a zona sul é uma importante área turística.